# Войнеску, Ион
Ио́н Войне́ску (рум. Ion Voinescu; 18 апреля 1929, Valea Dragului, Ilfov County — 9 марта 2018, Бухарест) — румынский футболист, играл на позиции вратаря; участник Олимпийских игр (1952).

## Биография

### Клубная карьера
Войнеску начинал карьеру в клубе «Кармен» и в 1946 году перешёл в «Окна-Муреш». Основная его карьера была связана с клубом «Стяуа», за который он отыграл 13 сезонов, выиграв 6 чемпионских титулов и 5 Кубков Румынии. Всего в составе клуба «Стяуа» он сыграл в чемпионате Румынии 162 матча.

### Карьера в сборной
В составе сборной Румынии принимал участие на олимпийском футбольном турнире 1952 года, где сыграл в матче со сборной Венгрии (1:2). Всего за сборную Румынии с 1949 по 1962 год сыграл 22 матча.

### Тренерская карьера
Работал в системе футбольного клуба «Стяуа» на разных должность, возглавляя детскую и юношескую команды, а также работал тренером вратарей в этом клубе.

### Признание
За особые спортивные заслуги Войнеску был награжден орденом Труда II степени и Звездой Республики, став единственным румынским спортсменом всех времен, удостоенным этих наград. Ему было присвоено звание «Заслуженный мастер спорта Румынии».

### Смерть
Скончался 9 марта 2018 года в Бухаресте в возрасте 88 лет.

## Достижения
«Стяуа»
- Чемпион Румынии (6) : 1951, 1952, 1953, 1956, 1959/60, 1960/61
- Обладатель Кубка Румынии (5) :1950[англ.], 1951[англ.], 1952[англ.], 1955[англ.], 1961/62[англ.]